# オルフェ (1999年の映画)
『オルフェ』（ポルトガル語: Orfeu）は、1999年にカルロス・ヂエギス（Carlos Diegues, 以下、愛称でカカと表記）監督により製作されたブラジルの映画である。
1950年にジャン・コクトー監督により製作されたフランスの映画『オルフェ』とは無関係である。

## 概説
原作はヴィニシウス・ヂ・モライスがギリシャ神話のオルフェとユリディスの物語を元に書き下ろした戯曲『オルフェウ・ダ・コンセイサゥン』であり、1956年に舞台化された。本作はこの台本を原典として、舞台を現在に置きかえたものである。
1959年にはフランスのマルセル・カミュ監督により『黒いオルフェ』として公開され、カンヌ映画祭ではパルム・ドールを受賞し、世界的にもヒットした。したがって、一般的には本作は『黒いオルフェ』のリメイク作品であると見る向きもある。しかし、カカはじめ製作スタッフは強くこれを否定している（以下後述）。

## あらすじ
物語はカルナヴァル（カーニバル）間近のリオデジャネイロのファヴェーラの丘。その一角をルシーニョ率いる麻薬密売のギャングたちが仕切っている。
主人公のオルフェは詩人でありミュージシャン。彼がギターを爪弾いて歌うと動物たちも耳をかたむけ、太陽が昇る。彼はまたリオのカーニバルのパレードコンテストで2年連続の優勝を狙うウニドス・ダ・カリオカ（カリオカの集団）というエスコーラ・ジ・サンバのリーダーでもあった。ファヴェーラに住む多くの女性たちも彼にひかれていたが、彼にはすでに『PLAYBOY』誌（ブラジル版）のモデルとして表紙を飾るミラという恋人がいた。しかし彼は何か満たされないものを感じていた
そこへ、アクレ州から飛行機に乗りファヴェーラに住む叔母を訪ねてユリディスがやってきた。ついにオルフェはユリディスと出会い、たがいに惹かれあうようになる。

## 製作背景・エピソード
監督のカカは、幼少期からブラジルの文化に興味をもっていた。15歳の時、父に連れられリオデジャネイロ市民劇場で『オルフェ・ダ・コンセイサゥン』を観劇し、そこに描かれているファヴェーラの人々の生活や習慣に強い衝撃を受けたという。その3年後、マルセル・カミュの『黒いオルフェ』を観たが、劇とは違い、ファヴェーラの実状やブラジルの真実を描いておらず、ただ単なる甘い悲恋の映画となっていたことにとても失望した。
それ以降、カカはカミュとは違う映画を製作したいという構想が常にあり、1980年には原作を書いたヴィニシウスと一緒に映画制作しようという話もしていた。しかし何度か話し合いを重ねていたところ、ヴィニシウスが亡くなったことで、1人で映画製作する気力を失った。また戯曲の著作権はカミュが持っていたという問題もあり、いったん頓挫した。
その後、著作権がヴィニシウスの遺族に戻り、映画制作を勧められたこともあり、ようやく制作することになった。
カカいわく、カミュの『黒いオルフェ』は、フランス人としての視点で作られた映画であり、リオのファヴェーラの真実や本質を描いておらず、カルナヴァルの姿や曲も不正確であるという。これは音楽を担当したカエターノ・ヴェローゾも、「ブラジル人はあの映画は好きではなく、音楽はよくても映画自体は最悪だ」とまで語っている。
撮影にあたっては、エスコーラ・ジ・サンバの1つであるヴィラドゥロ（Viradouro）と契約し、練習会場でのリハーサルや山車製作の工場などに加えて、実際にパレードしたシーンを撮影。パレードは実際のカルナヴァルと同様、ヴィラドゥロのメンバー4千人が参加、またいくつかの巨大な山車も行進させた。
映画中で、オルフェは警官などから、「ラップはカルナヴァルやパレード向きじゃないから優勝しない」と文句を言われるシーンがある。この映画の音楽はカエターノ・ヴェローゾが担当したが、メインテーマ曲 O ENREDO DE ORFEU（「オルフェのテーマ」、副題：HISTÓRIA DO CARNAVAL CARIOCA 「カリオカのカルナヴァルの歴史」）は、カエターノとブラジルのラッパーであるガブルリエル・オ・ペンサドールの共作で、曲の中には従来のサンバ・エンヘード（カーニバルパレード・スタイルのサンバ）にないラップやファンクのリズムが取り入れられた。カエターノは、現在のカルナヴァルが伝統的なものしか受け付けない風潮に対する批判も込められている、と語った。しかし実際のカルナヴァルでは、この映画に出演したヴィラドゥロが1997年のカルナヴァルでファンクのリズムを取り入れたサンバ・エンヘードが演奏され、この年にヴィラドゥロは優勝している。したがって映画や音楽で聴けるファンクはこの時のリズムと同じである。
映画中には、実際にファヴェーラの丘に流されるラジオ放送やDJがかけるラップなどの音楽に加え、カエターノ自身がヴィオラゥンを弾きながら歌うシーン、またリオの名だたるサンビスタであるネルソン・サルジェントやギリェルミ・ジ・ブリート、ヴァルテル・アルファイアッチなどがサンバを歌っているシーンも登場する。さらには『黒いオルフェ』でも使われた「カーニバルの朝」や「フェリシダージ」といったボサノヴァの曲も登場する。なお「フェリシダージ」を歌っているのは、トム・ジョビンの孫娘であるマリア・ルイーザ・ジョビン。

## キャスト
- オルフェ（Orfeu） - トニ・ガヒード（Toni Garrido）
主人公。詩人でありミュージシャン。またエスコーラ・ジ・サンバ、ウニドス・ダ・カリオカ（架空のチーム）のリーダー。主演のトニ・ガヒードはブラジルスタイルのレゲエ・バンド、シダーヂ・ネグラのボーカリストで、日本でもCDが発売されたこともある。主演のオーディションには150人以上の青年が集められたが、監督のカカいわく最終的に彼が選ばれた理由は、ルックスに恵まれていた上に、カリスマ性が備わっていたことで、オルフェ役のイメージを伝えるのに適していたから、と語っている。
- ユリディス（Eurídice） - パトリシア・フランサ（Patrícia França）
ヒロイン。パトリシアはブラジルでは大スターではないものの、テレビドラマによく出演している女優で、ジョルジ・アマード原作でカカが映画化した『チエタ・ド・アレグスチ』（Tieta do Agreste）にも出演していたことから、「とてもいい女優である」と判断され起用された。
- ルシーニョ（Lucinho） - ムリロ・ベニシオ（Murilo Benício）
オルフェの幼なじみだが、今はファヴェーラの一角を取りしきるギャングのボス。しかしボスながら、悪に対する心の葛藤ものぞかせる。ルシーニョ役のムリロは、ブラジルで有名な俳優。オルフェの出演後、2000年の映画『ウーマン・オン・トップ』ではペネロペ・クルスの恋人役で出演、ハリウッドデビューも果たした。なお、名前の表記は一般的にムリロ・ベニチオと表記されるが、ブラジルポルトガル語の発音に従えば、ムリロ・ベニシオと表記するのが原音に忠実である。
- コンセイサゥン（Conceição） - ゼゼ・モッタ（ Zezé Motta）
オルフェの母親。息子オルフェを誇りに思っており、またウニドス・ダ・カリオカの衣装の手配などに携り、またその一員としてパレードにも参加する。ゼゼ・モッタはブラジルで有名な女優でありポピュラー歌手で、1979年には本格的なサンバに取り組んだアルバムも発表している。